# Šamši-ilu
Šamši-ilu byl vlivným soudním hodnostářem a vrchním velitelem asyrské armády.

## Původ
Šamši-ilu se pravděpodobně nenarodil v Asýrii, nýbrž pocházel ze šlechtického rodu kmene Bit-Adini a získal vzdělání u asyrského dvora. Později se v řadách asyrské armády stal vrchním velitelem (turtanu). Ve své době měl vysoký vliv na asyrské krále. Pravděpodobně se stal guvernérem, když Salmanessar III. připojil území Bit-Adini.

## Turtanu
Šamši-ilu stoupal ve svých hodnostech díky svému učení asyrským způsobům. Šamši-ilu nabyl nejvyšší pozice v armádě za králů Adada-Nirariho III. a Salmanessara IV. Možná se zúčastnil povstání, které dosadilo Tiglat-pilesara III. na trůn namísto Aššura-nirárí V., ačkoli v tomto období mohl být již mrtvý.

## Kampaně
Nejznámější a dobře zdokumentované tažení Šamši-ilua byla proti urartskému králi Argishtimu I. Jeho jméno se objevuje na mnoha veřejných památkách, jako je kolosální lev, který mu připisuje jeho vítězství v této kampani. Také by mohl být hlavním vůdcem tažení proti Damašku v roce 796 př. n. l.